# Sega SC-3000
Sega Computer 3000 var Segas första hemdator, och motsvarades av konsolen SG-1000.

## Marknad
SC-3000 lanserades i juli 1983 i Japan. Den spred sig snabbt till utlandet, dock utan att Sega tog något större ansvar för distribution och marknadsföring, varför den nådde långt ifrån hela Europa. SC-3000 såldes bland annat i Finland, Australien, Nya Zeeland, Italien och Frankrike. Detta, i kombination med inhemsk konkurrens från MSX-företagen, ledde till en trängd position för datorn på de flesta marknader.

## Uppbyggnad
Som de flesta hemdatorer på det tidiga åttiotalet var SC-3000 en kompakt enhet med dator och tangentbord i samma låda, avsedd att kopplas in i en vanlig TV-apparat. Till skillnad från de flesta konkurrerande system hade SC-3000 ingen inbyggd Basic, utan programspråk fick köpas till i form av programmoduler. Tangentbordet var ursprungligen en billig lösning med gummitangenter, liknande det på Sinclairs maskiner. Den senare varianten SC-3000H (lanserad juli 1984) såldes med ett förbättrat tangentbord av mekanisk typ.

## Specifikationer
Som så många andra maskiner från samma tid byggde SC-3000 på en rad populära standardkomponenter. Mest liknar datorn Sord M5 och MSX
- CPU: Z80A (3,58 MHz)
- RAM: 16 Kbyte (SC-3000), 32 Kbyte (SC-3000H)
- Grafikkrets: Texas Instruments TMS9918
  - Grafikminne: 16 Kbyte
  - Upplösning: 256 x 192 pixlar
  - Färger: 16, ur en palett på 16 färger
  - Spritar : 4 stycken, à 8 x 8 pixlar
- Ljudkrets: Texas Instruments SN76489 (PSG)
  - 3 kanaler fyrkantsvåg, 1 kanal vitt brus
- Lagringsmedium:
  - Kassettband
  - Programmodul (samma som SG-1000)
  - Diskett (3 tum, genom SF-7000)
  - Sega Card (via adapter)
- Portar:
  - 2 joystickportar
  - Expansionsport
  - TV-utgång
  - Bildskärm
  - Kassett in/ut
- Mått: 353 mm x 210 mm x 46 mm

## Basic
Till skillnad från de flesta konkurrerande system hade SC-3000 ingen inbyggd Basic, utan precis som på Sord M5, som hårdvarumässigt liknade SC-3000 mycket, köptes Basic separat och pluggades in som programmodul. Fördelen med detta system var att man lätt kunde byta Basic efter behov. Vissa moduler utökade också datorns RAM. Sega tillhandahöll följande moduler:
- Sega BASIC level IIB
- Sega BASIC level III
- Sega Home BASIC

(BASIC level IIA var endast avsedd för SG-1000 i kombination med det externa tangentbordet SK-1100.)

## SF-7000
SF-7000 var en expansionsenhet som försåg SC-3000 med 64 KB minne och en diskettstation för tretumsdisketter. Dessutom fick man en serieport och en centronicsport.